# Львовский, Владимир Михайлович
Владимир Михайлович Львовский (род. 9 января 1947, Черновцы, Украинская ССР) — советский композитор-песенник.

## Семья
Отец — Михаил Львович Львовский, мать — Мила Марковна Львовская, из кинематографической семьи. Отец родился в 1911 году в городе Бендеры. После окончания Всесоюзного Государственного Института Кинематографии был начальником звукоцеха Ташкентской киностудии. Михаил Львович внес большой вклад в развитие советской кинематографии. Он принимал участие в создании выдающихся фильмов с участием Любови Орловой, Марка Бернеса, Николая Крючкова, Бориса Андреева. Работал с такими величайшими режиссёрами как Леонид Луков (к/ф «Два бойца»), Григорий Александров (к/ф «Весна», к/ф «Встреча на Эльбе»). Тесно сотрудничал с композитором Исааком Осиповичем Дунаевским и другими знаменитыми деятелями музыки и киноискусства того времени.
Мать родилась в Петрограде в 1919 году. Закончила Ленинградский Институт Киноинженеров. Во время блокады Ленинграда она была вывезена в среднюю Азию «Дорогой жизни», после чего попала на практику в Ташкентскую киностудию, где впоследствии продолжала работать над созданием многих советских кинофильмов. После окончания Великой Отечественной войны Мила Марковна работала главным инженером-проектировщиков в НИИ ГипроГражданПромСтрой. Брат Милы Марковны — Владимир, будучи танкистом, погиб в 18 лет во время блокады Ленинграда, в его честь назвали Владимира Михайловича.

## Биография

### Образование
Свой творческий путь Владимир Львовский начал в 6 лет написав первую простую мелодию. В 1954 году В. Львовский поступил в среднюю общеобразовательную школу, и параллельно учился в детской музыкальной школе по классу скрипки.
В 1963 году после окончания музыкальной школы он поступает на теоретическое отделение Черновицкого музыкального училища, где его педагогом становится профессиональный композитор А. М. Чмут — ученик известного композитора, классика украинской музыки народного артиста СССР профессора Л. Н. Ревуцкого. Уже тогда определилась основная линия творчества молодого композитора — песенная, и одной из первых удачных попыток в этом жанре была песня с оркестром Ю. Силантьева на стихи Е. Маркина «Уходили мальчишки», которую включила в свой репертуар известная певица София Ротару.
В 1968 году семья Львовских переехала в Алма-Ату, где Владимир Львовский продолжил своё образование в Государственной Консерватории имени Курмангазы по классу композиции у профессора [dic.academic.ru/dic.nsf/enc_music/1367/%D0%91%D1%8B%D1%87%D0%BA%D0%BE%D0%B2 А. В. Бычкова]. 
В студенческие годы Владимир так же играл на бас гитаре. В консерватории он увлекается авангардистскими течениями, ищет свой стиль композиторского письма. К таковым можно отнести его вокальный цикл «При лучине», «Сновидения» — пьесы для скрипки и фортепиано, поэма для баса, хора и оркестра «Столетие», струнный квартет и другие сочинения. Заканчивает консерваторию Владимир Львовский оперой «На своей планете» на либретто Н. Чиркова и Ю. Девяткина. В 1974 году ему присвоена квалификация — композитор, преподаватель музыкально — теоретических дисциплин.
Однако, наибольшее тяготение молодой композитор Львовский по-прежнему чувствует к песенному творчеству. Он тонко ощущает социальный заказ времени и живо откликается на актуальные темы современности.
Большой популярностью пользовалась песня Владимира Львовского «Быстрый лёд Медео», ставшая лауреатом Республиканского конкурса на лучшую песню о высокогорном катке. Начальные такты этой песни стали позывными для радио Медео.
Другая песня В. Львовского — «Посади своё дерево» стала лауреатом Республиканского песенного конкурса, посвященного героям девятой пятилетки, а проводившийся в 1973 году телевизионный Республиканский конкурс на лучшую политическую «Песню-оружие» назвал в числе лучших песню В. Львовского — «Баллада о тишине».
Не меньшей популярностью, в этот период, пользовались песни Владимира Львовского «Алтыншаш» (в исполнении народного артиста Казахстана, солиста Казахского радио и телевидения Лаки Кесоглу), «Баллада о красных всадниках», «Город мой Жанатас», «Песня о Целинограде» и многие другие, прочно вошедшие в репертуар многих известных певцов. Его музыка звучит «визитной карточкой» множества программ Республиканского телевидения, среди которых информационная программа «Казахстан», молодёжная музыкальная передача «Ровно в 21» и другие.
С 1975 года, по направлению Министерства Культуры Казахстана, направлен в качестве главного дирижёра в Республиканский молодёжный эстрадный ансамбль «Гульдер». Как аранжировщик он тесно сотрудничал с Государственным эстрадно-симфоническим оркестром Казахского радио и телевидения. Воспитал двух народных артисток Казахского ССР — Розу Рымбаеву и Нагиму Ескалиеву. Также, основал популярный ВИА «Алтынден» — лауреата Всероссийского телевизионного конкурса «Алло, мы ищем таланты!». За агитационную поездку на БАМ награждён Почётной Грамотой ЦК Комсомола.
С 1976 года работал старшим редактором, а впоследствии стал главным редактором, Государственного гастрольно-концертного объединения «Казахконцерт» Министерства Культуры Казахской ССР.
В 1977 году был принят в Члены Союза Композиторов СССР (членский билет № 2668) . Также, является членом Музыкального Фонда Союза Композиторов СССР (членский билет № 2248).
В 1978 году получил звание Лауреата премии Ленинского комсомола Казахстана — за создание трёх песенных циклов «Помнишь, товарищ», «Память» и «Мой Казахстан».
В 1988 году В. Львовский выдвигался на звание премии Ленинского Комсомола СССР.
В то же время он уже являлся членом Правления Союза Композиторов Казахстана и председателем Военно-Шефской Комиссии. А также, депутатом Городского Исполкома города Алма-Аты.
За военно-шефскую работу был награждён Командующим Восточного Пограничного округа, почётным знаком 2 степени — «Отличник пограничных войск».
С 1982 года в связи с тяжёлыми травмами, полученными во время творческой поездки в город Актюбинск на празднование Училища Гражданской авиации, находился до 1995 года на творческой работе.
В эти годы активно сотрудничал с Центральным телевидением, Всероссийским радио, фирмой «Мелодия», оркестрами под управлением Ю. Силантьева и А. Петухова, со студией «Рост», оркестром народных инструментов Н. П. Осипова, с ансамблем «Россия», радиостанцией «Маяк».
В. Львовский написал большое количество эстрадных песен совместно с поэтами: А. Дементьевым, М. Шабровым, С. Дворяновым, И. Лагеревым, М. Пляцковским, И. Шафераном, Д. Усмановым, В. Гином, М. Таничем, Л. Козловой, С. Островым, Ю. Энтиным, Р. Казаковой и многими другими. Эти песни включили в свои репертуары такие известные исполнители как: Л. Зыкина, И. Кобзон, С. Ротару, А. Чепурной, А. Ворошило, В. Толкунова, В. Кикабидзе, И. Саручану, О. Пирагс, Л. Рюмина, И. Понаровская, Н. Гнатюк, Л. Кесоглу, Р. Рымбаева, Н. Ескалиева, ВИА «Времена года», «Алдынден», «Гульдер», «Медео» и многие другие.
Автор музыки к мультикам «Приключения поросёнка Фунтика», «Тинка-паутинка».
С 1996 года Владимир Львовский является директором НОУ «Академия Детского Эстрадного Искусства», художественным руководителем Московского детского мюзик-холла «Страна Чудес» — Лауреата Всероссийских и Международных конкурсов. А также, музыкальным руководителем известного ансамбля барабанщиц «Виват, Россия!» и Московского театра Сказок, мюзиклов и комедий «Весёлый Арлекин».
С 2000 года В. Львовский является Президентом Международного Фестиваля Детского и Юношеского Творчества «Зажги Свою Звезду», в котором ежегодно принимает участие свыше 1000 талантливых детей из разных городов и стран.

## Фильмография
- 1972 — Кому останутся сады
- 1986—1988 — Приключения поросёнка Фунтика
- 1987 — Верёвка
- 1987 — Доченька
- 1987 — Если бы я был моим папой
- 1987 — Кувырок через голову
- 1987 — Покушение
- 1988 — Двое и одна
- 1988 — Тинка-Паутинка
- 1989 — Записки Пирата

## Награды
— лауреат премии Ленинского комсомола Казахстана (1978 г.);
— медаль «Верность профессии» (2015 г.);
— академик Международной академии культуры и искусства «Лидер» (2015 г.);